# Kit Kat
Kit Kat je oplatka s čokoládovou polevou, kterou v roce 1935 vytvořila anglická cukrářská společnost Rowntree's z Yorku. Tuto společnost v roce 1988 zakoupila švýcarská korporace Nestlé. Ta vyrábí oplatky Kit Kat pro většinu trhů s výjimkou amerického, na němž licenci na výrobu vlastní společnost Hershey. Od roku 1958 je k propagaci sladkosti celosvětově užíván reklamní slogan „Dej si pauzu, dej si Kit Kat“ (anglicky: „Have a break… have a Kit Kat“). 
Pojem Kit Kat nebo Kit Cat se v Británii užíval už v 18. století, nejprve pro koláče podávané v politickém klubu Kit-Cat Club, který vlastnil cukrář Christopher Catling. Firma Rowntree's užívala tento pojem pro označení některých svých výrobků od roku 1911. V roce 1935 firma vyvinula čokoládovou sušenku rozdělenou na čtyři „prsty“, tak aby každý prst šlo snadno odlomit. Rozměr sladkosti byl vymyšlen tak, aby se vešel do typické dobové krabice na svačiny, kterou sebou britští muži nosili do práce. Název této sušenky zněl nejprve Rowntree's Chocolate Crisp, ale roku 1937 byla přejmenována na Kit Kat Chocolate Crisp. Po druhé světové válce sušenky získaly svůj červený obal, který je pro ně typický dodnes. Tehdy začala také expanze výrobku do světa, zejména do Kanady, Jižní Afriky, Irska, Austrálie a na Nový Zéland.